# Mbarouk ben Rashid ben Salim al-Mazrui
Mbarouk ben Rashid ben Salim al-Mazrui (né en 1820 et mort en 1910) est un des chefs politiques de la communauté arabe du Kenya. Il est un farouche opposant à la dynastie des Busaidi et figure clé de la rébellion contre les forces d'occupation britanniques en 1895-1896. Contraint à l'exil, il passa ses derniers jours en Tanzanie. 